# Населённые пункты, вошедшие в состав Шымкента
Населённые пункты, вошедшие в состав Шымкента — перечень населённых пунктов, существовавших на территории современного города республиканского значения Шымкента в Казахстане и не являющиеся географическими объектами (или административно-территориальными единицами) административного деления Шымкента.
Шымкент — первый по занимаемой площади город в Казахстане

## История
Расширение территории города производилось на основании прежнего генерального плана от 2004 года и завершилось к 2007 году.
Расширение территории Шымкента было предусмотрено в генеральном плане города, утверждённый постановлением правительства Республики Казахстан № 1134 от 03.09.2012 года.
Акимат области принял постановление № 305 от 24.11.2012 года о мероприятиях по установлению новых границ города Шымкента.
19 февраля 2013 года было принято решение о начале процесса присоединения части территорий Сайрамского, Толебийского и Ордабасинского районов к Шымкенту.
В соответствии с законом Казахстана «Об административно-территориальном устройстве Республики Казахстан» в Сайрамском, Толебийском и Ордабасинском районах были проведены конференции, разъяснительная работа среди населения. В период с декабря 2012 по январь 2013 года были приняты решения маслихатов этих районов и постановления районных акиматов, которые одобряли передачу земель городу Шымкенту. 19 февраля 2013 года была проведена внеочередная 17-я сессия шымкентского городского маслихата, на котором был рассмотрен проект и было принято постановление «О внесении предложения об изменении границ города Шымкента».
Начался процесса присоединения части территорий Сайрамского, Толебийского и Ордабасинского районов к Шымкенту.
Правительство Республики Казахстан 28 августа 2013 года проголосовало за утверждение генерального плана Шымкента. Согласно утверждённому документу расширение территории Шымкента должно было произойти в два этапа: к 2015 году в состав города будут переданы 29 населённых пунктов Сайрамского района с численностью населения 103840 человек, а на втором этапе, расчётный срок которого установлен на 2025 год, в состав Шымкента будут переданы ещё 7 населённых пунктов (2 из состава Ордабасинского и 5 из состава Толебийского района) с численностью населения 13098 человек.
К началу 2015 года к Шымкенту присоединили территории прилежащих районов. В связи с чем численность населения города в новых границах увеличилась до 858 147 человек к началу 2015 года.

## Перечень населённых пунктов
В перечень включены названия населённых пунктов, его статус, год упразднения
- 20 лет Независимости — село, 2014[5]
- Абдилабад — село, 2014[5]
- Айколь — село, 2014[5]
- Айнатас — село, 2014[5]
- Акжар — село, 2014[5]
- Актас — село, 2014[5]
- Актас — село, 2014[5]
- Алтынтобе — село, 2014[5]
- Бадам — село, 2014[5]
- Бадам — село, 2014[5]
- Бадам 2 — село, 2014[5]
- Базаркакпа — село, 2014[5]
- Бозарык — село, 2014[6]
- Достык — село, 2014[5]
- Елтай — село, 2014[5]
- Жалын — село, 2014[5]
- Жыланбузган — село, 2014[5]
- Жанаталап — село, 2014[5]
- Жидели — село, 2014[6]
- Жулдуз — село, 2014[5]
- Игилик — село, 2014[5]
- Исфиджаб — село, 2014[5]
- Кайтпас-1 — село, 2014[6]
- Кайтпас-2 — село, 2014[6]
- Кайнарбулак — село, 2014[5]
- Карабастау — село, 2014[5]
- Каратобе — село, 2014[5]
- Катынкопр — село, 2014[6]
- Кокбулак — село, 2014[6]
- Куйбышево — село, 2014[6]
- Кызылжар — село, 2014[5]
- Кызылжар — село, 2014[6]
- Кызылсай — село, 2014[5]
- Кызылсу — село, 2014[5]
- Ленино — село, 2014[6]
- Мартобе — село, 2014[5]
- Маятас — село, 2014[5]
- Наурызский — посёлок, 2014[6]
- Опытная станция — село, 2014[5]
- Орманшы — село, 2014[5]
- Отемис — село, 2014[5]
- Сайрам — село, 2014[5]
- Таскен — село, 2014[5]
- Тассай — село, 2014[5]
- Текесу — село, 2014[5]
- Тогус — село, 2014[5]
- Турдыабат — село, 2014[5]
- Турлановка — посёлок, 2014[6]
- Черноводск — село, 2014[5]
- Шапрашты — село, 2014[5]
- Ынтымак — село, 2014[6]